# Poppi
Poppi est une commune de la province d'Arezzo en Toscane (Italie).

## Géographie
Le village de Poppi se situe le long du cours supérieur de l'Arno, dominant la plaine fertile de Casentino.

## Histoire
De la fin du XIIe siècle à 1440, Poppi et la vallée du Casentino sont sous la domination de la famille des comtes Guidi. Cette illustre famille féodale possédait des territoires très vastes entre les rives du Pô et les Appenins. 
Jusqu'au XIIIe siècle, ils subissent les assauts réguliers des Florentins qu'ils parviennent à repousser. À la fin du siècle, ils sont accusés de faux monnayage. Le contrefacteur, un Anglais nommé Maître Adamo, est crucifié et brûlé sur une colline proche de Florence à titre d'exemple. Dante reconnaitra la responsabilité des Guidi dans cet épisode malheureux.
Dante, exilé, se réfugie dans le château de Poppi et dans d'autres propriétés de la famille Guidi, à Porciano et à Romene. Avant de poursuivre sa route, il y découvre les innombrables livres rares de la bibliothèque et la magnifique décoration de palais résidentiel. 
La famille s'appauvrit et vend peu à peu châteaux et villages. À la fin du Moyen Âge, il ne lui reste plus que le château de Poppi. Le village est alors fortifié par deux enceintes parsemées de sept tours. En 1440, pour survivre et se défendre des Florentins, le comte conclut un accord avec Piccinino, aux ordres des Visconti de Milan qui recherchent des appuis en Toscane. Au mois de juin, pendant la bataille d'Anghiari qui consacre la défaite des Milanais, le château de Poppi est assiégé par les mercenaires recrutés par les Toscans sous le commandement de Neri Capponi. Le comte doit céder toutes ses possessions à Florence et part en exil, emportant quelques biens mobiliers.

## Culture
Poppi est connu pour abriter le fameux caveau des Pasquini.
Poppi a un superbe château fort qui servit de modèle au palais de la Seigneurie à Florence. Il fut terminé aux alentours de 1295 par l'architecte Arnolfo di Cambio. Ce palais forteresse qui a permis à la famille de résister jusqu'en 1440 aux Florentins, a été réalisé par le comte Simone de Batifolle Guidi et son fils Simon.

### Jumelage
- Ax-les-Thermes (France)

## Administration
| Période                                  | Période  | Identité          | Étiquette       | Qualité |
| ---------------------------------------- | -------- | ----------------- | --------------- | ------- |
| 14 juin 2004                             | En cours | Graziano Agostini | Centro-Sinistra |         |
| Les données manquantes sont à compléter. |          |                   |                 |         |

### Hameaux
- Bourgs : Badia Prataglia Ponte a Poppi, Becarino, Quota, San Martino in Tremoleto, Riosecco, Memmenano, Avena, Lierna, Moggiona ;
- Groupes d'habitations : Buiano, Porrena Sala, San Martino a Monte, Montanino, Camaldoli, Eremo, Storca ;
- Habitations dispersées : Strumi, Fronzola, Filetto, Larniano, Mazzocchi, Quorle, Loscove, Lucciano, Agna, Corsignano, Carpineto.

### Communes limitrophes
Bagno di Romagna, Bibbiena, Castel Focognano, Castel San Niccolò, Chiusi della Verna, Ortignano Raggiolo, Pratovecchio.

### Évolution démographique
Habitants recensés